# Gare de Tiel

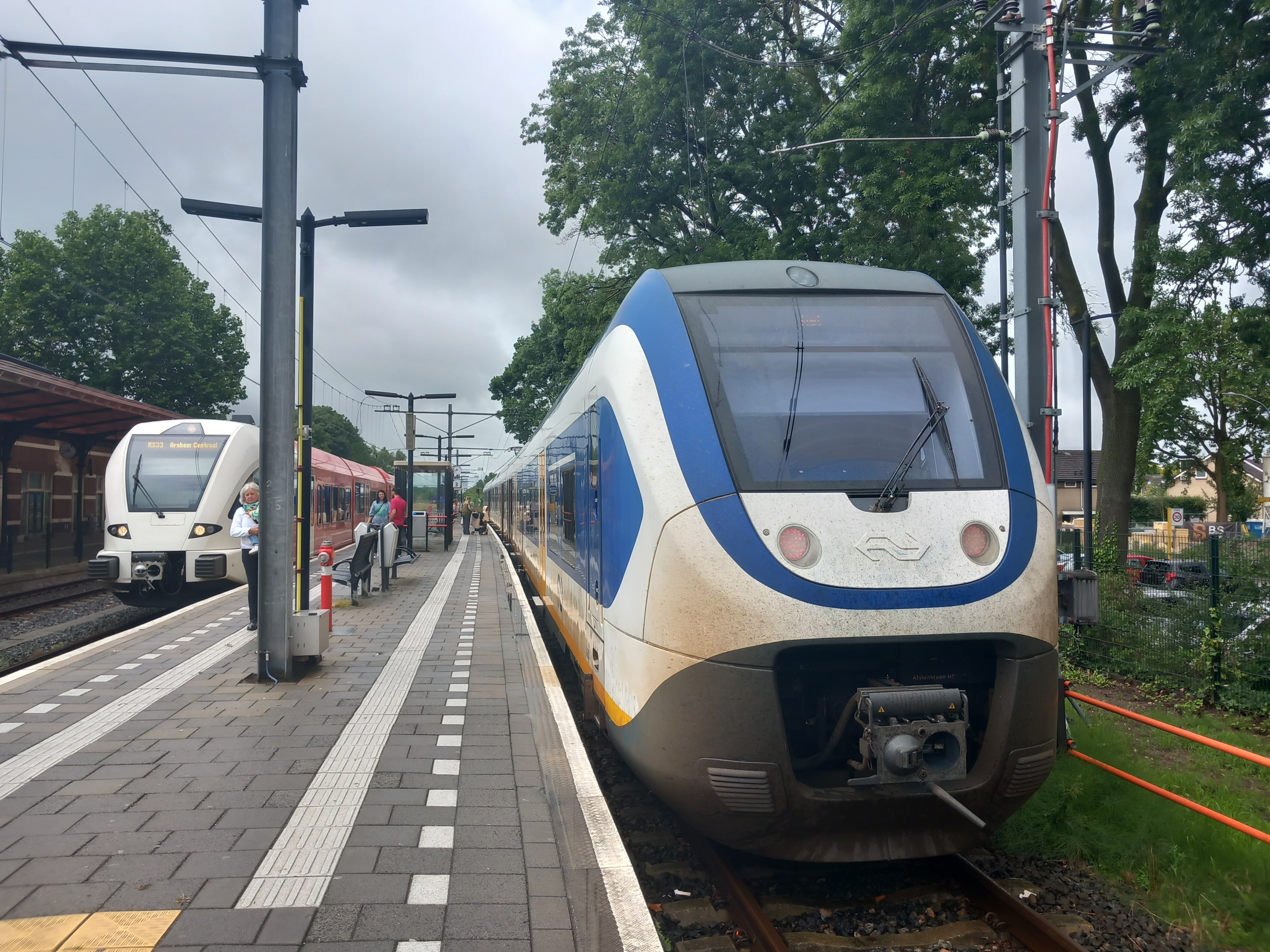
La gare côté quais

La gare de Tiel (en néerlandais station Tiel) est une gare néerlandaise située à Tiel, dans la province de Gueldre.
La gare est située sur la ligne Merwede-Linge, dans les provinces de la Hollande-Méridionale et le Gueldre, sur le trajet reliant Dordrecht à Elst via Geldermalsen.
Les trains s'arrêtant à la gare de Tiel font partie du service assuré par les Nederlandse Spoorwegen reliant Utrecht à Tiel via Geldermalsen, et du service assuré par la compagnie Arriva reliant Tiel à Arnhem via Elst.